# Ludovica Silvioni
Ludovica Silvioni (Perugia, 6 marzo 2002) è una calciatrice italiana, difensore del Verona.

## Carriera

### Club
Silvioni si avvicina al calcio fin da giovanissima, passione trasmessale dal padre e dal fratello entrambi calciatori dilettanti, ma che, pur se si oppone inizialmente alla scelta, è di casa anche tra i parenti della madre Laura, essendo sorella di Mauro Tulipani e cugina di Davide Baiocco, entrambi ex giocatori del Perugia.
Si tessera proprio con il Perugia, giocando inizialmente nelle sue formazioni giovanili miste prima di prendersi un periodo di pausa, praticando tennis e dedicandosi alla danza hip hop. Riprende in seguito l'attività con la Grifo Perugia, la sua prima squadra interamente femminile, per poi tornare alle squadre miste nel San Sisto, squadra dell'omonima frazione del capoluogo umbro, con cui disputa, con i maschietti, il campionato Giovanissimi mettendosi particolarmente in luce segnando 18 reti.
Grazie a quelle prestazioni ottiene visibilità da parte degli osservatori di alcune società di calcio femminile nazionali, ottenendo un provino con il Brescia, scegliendo tuttavia di trasferirsi a Roma per vestire, all'età di 14 anni, la maglia della Roma Calcio Femminile.
Inserita in rosa con la formazione Under-15, durante la stagione 2016-2017 viene anche aggregata alla squadra titolare che disputa la Serie B, secondo livello del campionato italiano femminile di calcio, facendo il suo esordio nel derby della capitale nel corso del campionato e totalizzando 3 presenze.
Per la stagione successiva chiede alla società di svincolarsi per tornare a Perugia per motivi personali, siglando così un accordo con le Grifoncelle per un secondo campionato di Serie B, l'ultimo a quattro gironi e che per la riforma introdotta dalla stagione successiva, vede la squadra perugina retrocessa in Serie C pur avendo concluso il girone A con un buon 7º posto.
Trasferitasi alla Juventus, squadra per la quale tifa fin da ragazzina, nel corso della successiva sessione estiva di calciomercato, gioca per due stagioni nella formazione Under-19 che disputa il Campionato Primavera, vincendo il Torneo di Viareggio per due volte consecutive e indossando nella stagione 2019-2020 la fascia di capitano della squadra giovanile bianconera.
Nell'estate 2020, affinché inizi un percorso di maturazione sportiva, la società ritiene di cederla in prestito alla Pink Sport Time, affrontando la stagione entrante con la squadra barese per la sua quarta volta in Serie A. A disposizione del tecnico Cristina Mitola, debutta nel massimo campionato italiano il 22 agosto 2020, alla 1ª giornata di campionato, nell'incontro casalingo vinto per 1-0 con il neopromosso Napoli, in quella che risulterà essere l'unica vittoria della sua squadra in tutta la stagione. Silvioni sigla inoltre la sua prima rete in serie A il 6 dicembre 2020, alla 9ª giornata, portando temporaneamente in vantaggio la sua squadra con il gol del 2-1 sul Sassuolo, incontro poi terminato 4-2 per le neroverdi. Condivide la difficile stagione con le compagne che vedono la Pink Sport Time chiudere il campionato all'ultimo posto e retrocedere in Serie B marcando 21 presenze s 22 incontri di campionato alle quali si aggiungono le 2 in Coppa Italia prima dell'eliminazione dal torneo.
Rientrata alla Juventus, durante la sessione 2021 di calciomercato viene ceduta nuovamente in prestito, questa volta all'Empoli, per affrontare la stagione 2021-2022 nuovamente in Serie A, con il tecnico Fabio Ulderici, ex allenatore in seconda della Primavera bianconera dei due tornei di Viareggio, decide di schierarla titolare fin dalla 1ª giornata di campionato.
Dopo aver vestito le maglie di Parma e Bologna, il 26 luglio 2025 Silvioni passa a titolo definitivo al Verona, in Serie B.

## Statistiche

### Presenze e reti nei club
Statistiche aggiornate al 18 maggio 2025.
| Stagione        | Squadra         | Campionato      | Campionato | Campionato | Coppe nazionali | Coppe nazionali | Coppe nazionali | Coppe continentali | Coppe continentali | Coppe continentali | Altre coppe | Altre coppe | Altre coppe | Totale | Totale |
| Stagione        | Squadra         | Comp            | Pres       | Reti       | Comp            | Pres            | Reti            | Comp               | Pres               | Reti               | Comp        | Pres        | Reti        | Pres   | Reti   |
| --------------- | --------------- | --------------- | ---------- | ---------- | --------------- | --------------- | --------------- | ------------------ | ------------------ | ------------------ | ----------- | ----------- | ----------- | ------ | ------ |
| 2016-2017       | Roma CF         | B               | 3          | 0          | CI              | ?               | ?               |                    | -                  | -                  |             | -           | -           | 3+     | 0+     |
| 2017-2018       | Grifo Perugia   | B               | 13         | 2          | CI              | ?               | ?               | -                  | -                  | -                  | -           | -           | -           | 13+    | 2+     |
| 2020-2021       | Pink Sport Time | A               | 21         | 1          | CI              | 2               | 0               | -                  | -                  | -                  | -           | -           | -           | 23     | 1      |
| 2021-2022       | Empoli          | A               | 20         | 0          | CI              | 6               | 0               | -                  | -                  | -                  | -           | -           | -           | 26     | 0      |
| 2022-2023       | Parma           | A               | 7          | 0          | CI              | 1               | 0               | -                  | -                  | -                  | -           | -           | -           | 8      | 0      |
| 2023-2024       | Parma           | B               | 21         | 2          | CI              | 1               | 0               | -                  | -                  | -                  | -           | -           | -           | 22     | 2      |
| Totale Parma    | Totale Parma    | Totale Parma    | 28         | 2          | -               | 2               | 0               | -                  | -                  | -                  | -           | -           | -           | 30     | 2      |
| 2024-2025       | Bologna         | B               | 29         | 3          | CI              | 2               | 0               | -                  | -                  | -                  | -           | -           | -           | 31     | 3      |
| Totale carriera | Totale carriera | Totale carriera | 114        | 5          | -               | 12+             | 0+              | -                  | -                  | -                  | -           | -           | -           | 126+   | 8+     |